# Сарсенов, Джамбулат Жакиевич
Джамбула́т Жаки́евич Сарсе́нов (род. 21 ноября 1961, каз. Жамболат Жақияұлы Сәрсенов) — казахстанский менеджер.
Внештатный заместитель председателя Ассоциации «KAZENERGY». Вице-президент всемирного нефтяного совета (WPC Energy)..

## Биография
В 1978 г. окончил СШ № 1 г. Шымкент, Южно-Казахстанская область. В 1985 окончил Санкт-Петербургскую государственную медицинскую академию имени И. И. Мечникова, после обучения в Киевском государственном институте усовершенствования врачей на кафедре Управления здравоохранением в период с 1988—1991 гг. получил квалификацию врача-исследователя в области общественного здравоохранения.
На протяжении почти 15 лет с начала 1990х гг. работал в международных организациях, представительствах иностранных компаний, предпринимательских структурах и производственных предприятиях.
В период с 2002 года по 2003 год прошел обучение по программе Eni «Master in Petroleum Business» и в 2005 году заочно окончил Дипломатическую академию Евразийского национального университета им. Л. Н. Гумилева по специальности «Международные отношения».
С января 2002 г. — руководитель информационно-аналитического центра АО "Национальная Компания «Транспорт Нефти и Газа»;
С февраля 2003 г. — исполнительный директор по транспортной инфраструктуре и сервисным проектам АО "Национальная Компания «КазМунайГаз»;
2003—2004 гг. — генеральный директор ЗАО "Торговый дом «КазМунайГаз»;
2004—2005 гг. — генеральный директор АО «КазРосГаз»;
С июня по декабрь 2005 г. — руководитель аппарата АО "НК «КазМунайГаз».
В декабре 2005 года был назначен генеральным директором ОЮЛ "Казахстанская ассоциация организаций нефтегазового и энергетического комплекса «KAZENERGY».
С ноября 2012 года до декабря 2021 года занимал должность заместителя председателя ассоциации «KAZENERGY».
В 2013—2014 гг. занимал должность заместителя председателя конференции по энергетической хартии. В 2015 г. был назначен Специальным представителем Генерального Секретаря Энергетической Хартии с установленным сроком в 2 года с дальнейшим продлением полномочий на второй срок.
С декабря 2015 года назначен почетным консулом Венгрии в Республике Казахстан.
В июле 2017 года избран вице-президентом по маркетингу и членом исполнительного комитета всемирного нефтяного совета (ВНС, World Petroleum Council). Соответствующее решение было принято в рамках 22-го Всемирного нефтяного конгресса (World Petroleum Congress) в Стамбуле (Турецкая Республика). В декабре 2021 года был переизбран в этой должности на второй срок.

## Награды
- Орден «Курмет» (2010)
- Орден «Парасат» (2015)
- Орден Заслуг Венгерской Республики (2017)
- Медаль «10 лет Конституции Республики Казахстан» (2005)
- Медаль «10 лет Астане» (2008)
- Медаль «Атамекен» I степени (2009)
- Медаль «20 лет независимости Республики Казахстан» (2011)
- Медаль «20 лет Комитету по чрезвычайным ситуациям МВД РК» (2015)
- Медаль «25 лет независимости Республики Казахстан» (2017)
- Медаль «25 лет дипломатической службе РК» (2017)
- Медаль «20 лет Астане» (2018)
- Медаль «Халық алғысы» (2020)
- Медаль «10 лет KAZENERGY» (2015)